# Yves Foulon
Pour les articles homonymes, voir Foulon.
Yves Foulon, né le 10 octobre 1958 à Arcachon (Gironde), est un avocat et homme politique français. Membre de l’UMP puis de LR, il est maire d'Arcachon depuis 2001 et député de 2012 à 2017.

## Biographie

### Carrière professionnelle
En 1996, il prête serment et devient avocat. Il est membre du barreau de Bordeaux.

### Parcours politique

#### Élections et mandats
Entré au conseil municipal d'Arcachon en 1995, il est élu maire de la ville en 2001, infligeant une cinglante défaite au maire sortant Pierre Lataillade. Il est réélu dès le premier tour lors des élections municipales de 2008 ainsi qu'à celles de 2014. Yves Foulon déclare dans un entretien avoir souhaité devenir maire dès l'âge de 14 ans.
En 1998, Yves Foulon entre au conseil général de la Gironde, qu'il quitte après son élection à l'Assemblée nationale en juin 2012. Il préside la communauté d'agglomération Bassin d'Arcachon Sud-Pôle Atlantique (COBAS) de 2008 à 2012.
En décembre 2008, il est battu par François Deluga lors d'une élection législative partielle afin de remplacer Marie-Hélène des Esgaulx, devenue sénatrice.
En 2011, il lance au sein de la COBAS un appel d'offres pour lancer un transport en commun lacustre et écologique sur le bassin d'Arcachon. Ce concours est remporté par la société Dubourdieu, qui lance le « greanboat », navire de 50 places à la propulsion hybride, projet que la COBAS finance à hauteur de 160 000 €.
Il est élu député dans la 8e circonscription de la Gironde avec 51,1 % des voix au second tour des élections législatives de 2012, face à la maire socialiste d'Audenge, Nathalie Le Yondre. À la suite de cette élection, il est le seul député UMP d'Aquitaine. Son suppléant est Philippe Pérusat, ancien maire d'Andernos-les-Bains. À l'Assemblée nationale, il est membre de la commission de la Défense nationale et des Forces armées.
Candidat à sa réélection à l'occasion des élections législatives de 2017, Yves Foulon obtient 23,9 % des suffrages au premier tour et se qualifie pour le second tour. Il est finalement battu avec 40,3 % des voix contre 59,7 % pour la candidate de La République en marche, Sophie Panonacle.
Il devient premier vice-président de la COBAS puis deuxième vice-président délégué aux relations avec l'État.
La liste qu'il conduit à Arcachon l'emporte dès le premier tour lors des élections municipales de 2020,. Il est réélu maire par le conseil municipal le 25 mai 2020. En juillet de la même année, il est élu président du Syndicat intercommunal du bassin d’Arcachon (SIBA), en remplacement de Michel Sammarcelli, ancien maire de Lège-Cap-Ferret.
Tête de liste LR pour le département de la Gironde lors des élections régionales de 2021 en Nouvelle-Aquitaine, Yves Foulon est élu conseiller régional ; il prend ses fonctions le 2 juillet 2021, lors de l'installation du nouveau conseil.

#### Cadre de l’UMP puis de LR
Le 9 décembre 2014, Nicolas Sarkozy, élu président de l'UMP (devenue Les Républicains en 2015), le nomme secrétaire national du parti chargé du tourisme. Il soutient Nicolas Sarkozy pour la primaire présidentielle de la droite et du centre de 2016.
En novembre 2017, il soutient la candidature de Laurent Wauquiez pour la présidence des Républicains.
En 2018, seul candidat, il est élu président de la fédération des Républicains de la Gironde.

## Affaires judiciaires
Le 27 septembre 2018, le tribunal correctionnel de Bordeaux le condamne à 1 500 euros de dommages et intérêts pour avoir accusé Anny Bey, membre de l'opposition, d'injures dans une tribune sur Facebook en décembre 2017,.

## Décorations
- Chevalier de la Légion d'honneur le 11 juillet 2025[24].